# Demoni e cristiani nel nuovo mondo
Demoni e cristiani nel nuovo mondo (Christ and Demons in New Spain) è un film documentario del 2000 diretto dal regista tedesco Werner Herzog.

## Trama
Viaggio alla scoperta della religiosità della popolazione del Guatemala.
Partendo dalle informazioni sulla religione degli aztechi contenute nel Codice Telleriano-Remensis, si ricostruisce il percorso attraverso il quale alcune divinità, alcune concezioni ed alcuni riti piuttosto cruenti delle religioni precolombiane si siano mantenuti anche nella successiva conversione al cristianesimo di queste popolazioni.
A San Andrés Itzapa, dove ebbe luogo un violento massacro durante gli anni della dittatura militare guatemalteca, vi è una frequentata cappella dove viene venerato Maximón, nato dalla fusione della divinità maya Mam e del cristiano San Simone. Il suo culto prevede l'offerta di denaro, alcolici e sigari e i riti professati dai fedeli prevedono di spruzzare con la bocca alcol sulle candele accese o sul corpo di altre persone, di bagnarsi di alcol i capelli o il polpaccio e di fumare sigari all'interno del luogo di culto.
Ad Antigua, anch'essa in Guatemala, durante la processione pasquale, la Vergine Maria viene rappresentata come la divinità solare e i fedeli incappucciati, incaricati di trasportare la pesante struttura lignea con la statua del Cristo con la croce, devono passare su uno scivoloso tappeto di fiori.

## Colonna sonora
- Messe solennelle de Sainte Cecile di Charles Gounod
- Lamentation for Good Friday - Missa pro defunctis di Orlando di Lasso
- Prepei na skeptetai kaneis di Rita Abatzi